# Paraphrynus mexicanus
Cet article concerne Paraphrynus mexicanus. Pour l'espèce fossile, voir Phrynus mexicanus.
Espèce
Synonymes
- Phrynus mexicanus Bilimek, 1867
- Phrynus cacahuamilpensis Herrera, 1892

Paraphrynus mexicanus est une espèce d'amblypyges de la famille des Phrynidae.

## Distribution
Cette espèce est endémique du Mexique. Elle se rencontre dans les États du Guerrero, d'Oaxaca, de Puebla, du Morelos et de Mexico.

## Description

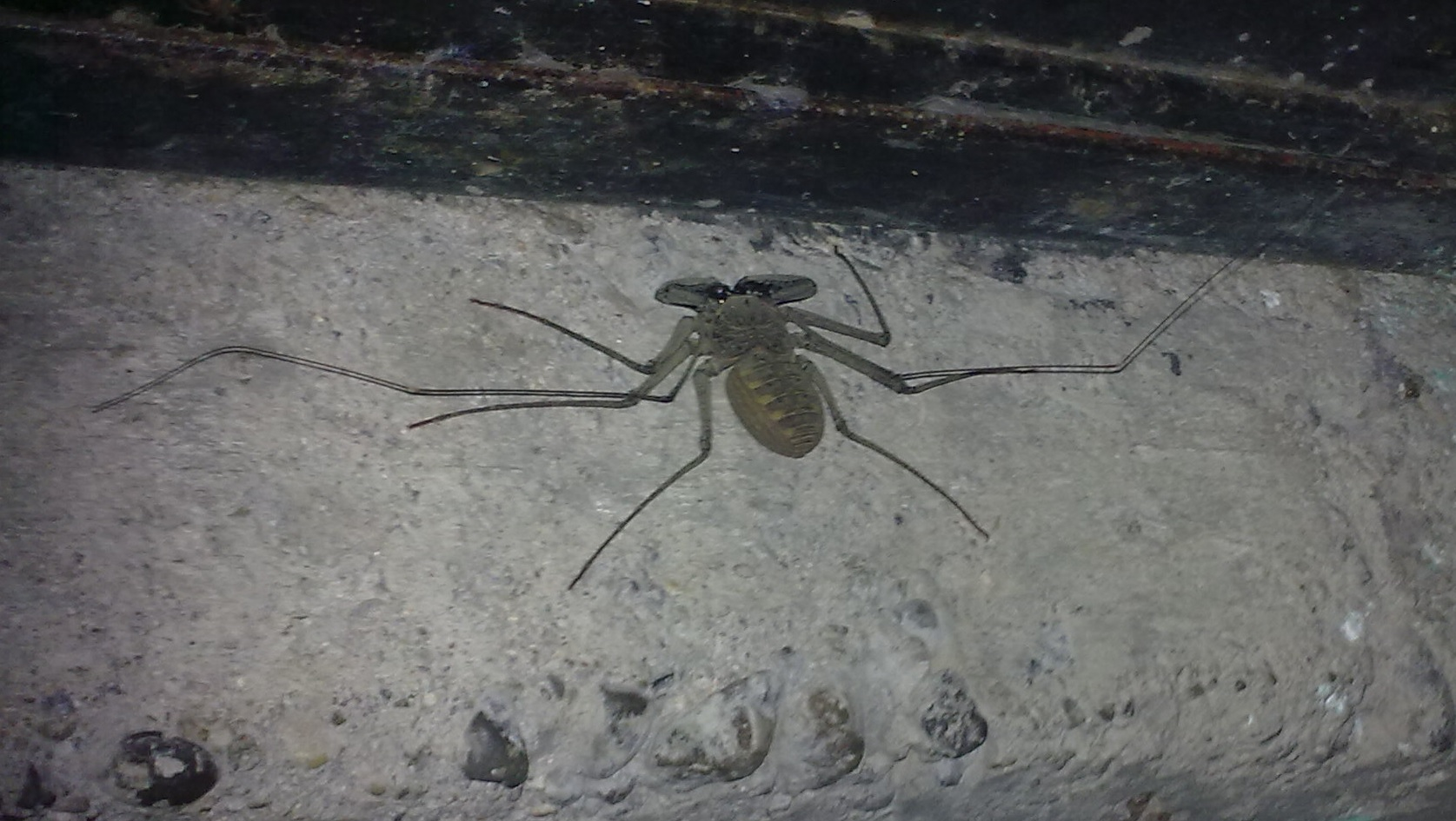
Paraphrynus mexicanus

Le mâle décrit par Armas en 2012 mesure 12,6 mm et la femelle 13,5 mm.

## Systématique et taxinomie
Cette espèce a été décrite sous le protonyme Phrynus mexicanus par Bilimek en 1867, elle a été placée dans le genre Paraphrynus par Mullinex en 1975.
La population du Nord du Mexique et du Sud des États-Unis a été décrite comme une espèce distincte Paraphrynus carolynae

## Publication originale
- Bilimek, 1867 : Fauna der grotte Cacahuamilpa in Mexico. Verhandlungen der kaiserlichköniglichen zoologisch-botanischen Gesellschaft in Wien, vol. 17, p. 901–908.